# Incidente del Golfo de Sirte (1981)
El incidente del golfo de Sidra, o golfo de Sirte, fue un combate aéreo que se produjo el 19 de agosto de 1981, cuando dos aviones Sukhoi Su-17 de la Fuerza Aérea Libia atacaron, sin éxito, aeronaves Grumman F-14A Tomcat de la Armada de los Estados Unidos. Seguidamente, ambos Su-17 fueron derribados por dos F-14A, sobre las costas de Libia.

## Trasfondo
A finales de los años 70, Libia se encontraba reclamando una zona de exclusividad marítima mayor en la costa del mediterráneo, de 12 millas más a la que ya tenía en su extensión de aguas territoriales, en el Golfo de Sidra. Eso llevó a que las fuerzas aeronavales de los Estados Unidos se dirigieran a dicha zona, con una parte de su flota, dentro del marco de la Operación Freedom of Navigation en el área. 
Cuando Ronald Reagan fue elegido presidente, las tensiones aumentaron, y en agosto de 1981 se autorizó el despliegue de una fuerza naval liderada por los portaaviones USS Forrestal (CV-59) y USS Nimitz (CVN-68), en las costas libias.  
La Fuerza Aérea Libia respondió a dicho despliegue con la puesta en servicio de una gran cantidad de interceptores y cazabombarderos. 
En la mañana del 18 de agosto de 1981, al inicio de los ejercicios militares estadounidenses, al menos tres interceptores Mikoyan-Gurevich MiG-25 Foxbats se acercaron a los Grupos de Batalla de los portaviones estadounidenses, pero los mismos fueron interceptados y escoltados por un grupo de cazas estadounidenses McDonnell Douglas F-4 Phantom II lanzados desde el Forrestal, y por F-14 de los escuadrones VF-41 y del VF-84, lanzados desde el Nimitz.  
Estas operaciones tuvieron como fin intentar establecer la localización exacta de la flota estadounidense.  
70 aeronaves, entre las cuales se encontraban MiG-23, MiG-25, Su-20, Su-22M y Mirage F1 libios volaron hacia la misma, siendo prontamente interceptados por 14 F-14 y F-4 estadounidenses. A pesar la tensión, ninguno de los dos países abrió fuego, y sólo en algunos casos los interceptores MiG-25 intentaron crear una brecha entre el sistema de defensa de la flota estadounidense, haciendo uso de la gran velocidad con la que cuenta el MiG-25, y también volando a gran altitud. 

## Descripción del incidente

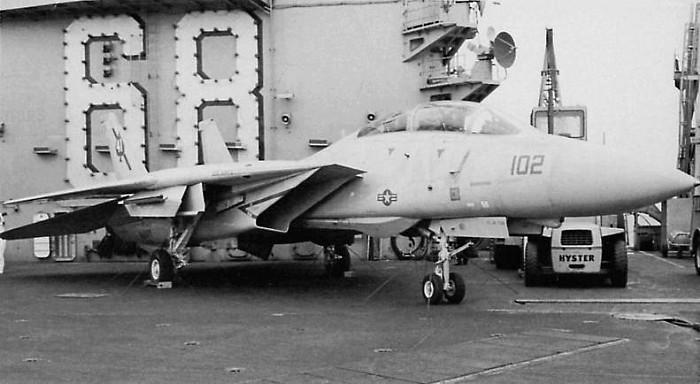
Fast Eagle 102, uno de los dos F-14 involucrados, en la cubierta del USS Nimitz; aterrizado inmediatamente después del incidente.

El 19 de agosto de 1981, dos F-14 del escuadrón VF-41 "Black Aces" fueron lanzados. Entre ellos se encontraban el F-14 indicativo de llamada Fast Eagle 102, tripulado por el Comandante Henry 'Hank' Kleeman y el Subteniente David 'DJ' Venlet. Este F-14 era el número de cola 160403. Lo acompañaba el Fast Eagle 107, un F-14 con el número de cola 160390,  tripulado por el Subteniente Lawrence 'Music' Muczynski y el Subteniente Segundo James 'Amos' Anderson.  
Ambas aeronaves se encontraban realizando una patrulla aérea de combate, y permaneciendo en alerta ante posibles ataques libios con misiles. Ambos aviones recibieron alertas de sus radares, y desde el Centro de Comando del Nimitz, se intercepta una señal de alerta proveniente a su vez desde un avión de alertra temprana y control aerotransportado Grumman E-2C Hawkeye, del Ala Embarcada de Alerta Temprana VAW-124. Este avión había hecho contacto de radar con señales compatibles y provenientes de dos Sukhoi Su-22, que habrían despegado desde la Base Aérea de Okba Ben Nafi, cerca de Trípoli, Libia. 
A una distancia aproximada de 300 m, uno de los aviones libios disparó uno de sus misiles AA-2 "Atoll" contra uno de los F-14, siendo su impacto fallido. Luego, los dos Su-22 se cruzaron con los F-14 e intentaron escapar. Acto seguido, los F-14 evaden, y posteriormente deciden devolver el fuego, cumpliendo con las prestablecidas reglas de combate, cuyo marco contempla medidas de autodefensa, posibilitadas tras un ataque hostil. 
Los F-14, entonces, procedieron a buscar a las aeronaves libias, y devolvieron el fuego disparando misiles AIM-9L Sidewinder. El primer derribo se le acredita al F-14A Fast Eagle 102, mientras que el segundo al F-14A Fast Eagle 107. Se cree que ambos pilotos libios se eyectaron.
Un reporte oficial posterior de la Armada de los Estados Unidos indicó que ambos pilotos libios lograron eyectarse de sus aeronaves, y que luego serían posteriormente rescatados. Sin embargo, en una grabación de audio proveniente de un buque estadounidense, el USS Biddle, se indicaba que uno de los pilotos de los F-14 involucrados vio eyectarse a uno de los pilotos libios, pero que su paracaídas falló al abrirse.
Menos de una hora después, y luego de que Libia condujo una operación de rescate para los dos pilotos derribados, dos MiG-25 libios completamente armados ingresaron al espacio aéreo del golfo, en dirección a los portaviones estadounidenses a Mach 1.5, realizando maniobras de ataques simulados en dirección al portaaviones USS Nimitz. Tres F-14 despegaron en dirección hacia los aparatos libios, pero tras ello los MiG-25 regresaron a su base. A su vez, al encontrarse los F-14 por aterrizar, los cazas libios vuelven a enfilar hacia el grupo embarcado del USS Forrestal y el USS Nimitz, una vez más. Tras ser rastreados por los sensores de los F-14, los MiG, finalmente, regresan a su base.